# Trap God 2
Trap God 2 — мікстейп американського репера Gucci Mane, виданий 12 лютого 2013 р. Гости: DJ Scream, DJ Spinz. Наразі реліз має платиновий статус на DatPiff (за критеріями сайту), його безкоштовно завантажили понад 475 тис. разів. Є сиквелом до Trap God (2012). 17 жовтня 2014 вийшов Trap God 3.

## Передісторія
27 грудня 2012 випустили першу пісню «Nothin' on Ya» для промоції мікстейпу, 4 січня — «Squad Car». 19 січня 2013 під час інтерв'ю з XXL Gucci Mane анонсував «Trap God 2»: «Я у студії. Працюю над мікстейпом Trap God 2. Планую видати його на весняних вакаціях. Скоро вийде фільм з моєю участю, „Відв'язні канікули“, тож випущу Trap God 2: Spring Break Edition одночасно з релізом стрічки».
3 лютого сповістили дату виходу, 12 лютого. 5 лютого оприлюднили третю пісню «Handicap», 6 лютого — кліп «Servin'», 11 лютого — трек «Breakfast». «Servin'» переглянули більше 2 млн разів на YouTube.
11 лютого відбулась прем'єра кліпу «Squad Car», 28 березня — «Nothin' on Ya», 17 травня — «Break Dancin'».

## Комерційний успіх
Мікстейп дебютував на 182-ій сходинці Billboard 200 з результатом у 2,9 тис. проданих копій за перший тиждень у США.

## Список пісень
| #   | Назва                                                      | Продюсер(и)                    | Тривалість |
| --- | ---------------------------------------------------------- | ------------------------------ | ---------- |
| 1.  | «DJ Scream Intro»                                          |                                | 0:24       |
| 2.  | «Big Guwap» (з участю Young Scooter)                       | Zaytoven                       | 2:31       |
| 3.  | «When I Was Water Wippin'»                                 | Lex Luger                      | 3:24       |
| 4.  | «Nothin' on Ya» (з участю Wiz Khalifa)                     | DJ Spinz, C4                   | 3:53       |
| 5.  | «Servin'»                                                  | C4                             | 4:06       |
| 6.  | «Bullet Wound» (з участю Lil Wayne та Young Scooter)       | DJ Squeeky                     | 3:28       |
| 7.  | «Bob Marley»                                               | Honorable C.N.O.T.E.           | 2:52       |
| 8.  | «Pistol in the Party»                                      | DJ Spinz, C4                   | 2:48       |
| 9.  | «Miracle» (з участю Young Thug)                            | Lex Luger                      | 4:24       |
| 10. | «Squad Car» (з участю Big Bank Black та OG Boo Dirty)      | TM88                           | 4:08       |
| 11. | «Rich Muthafucka»                                          | Mike WiLL Made It              | 2:52       |
| 12. | «Breakfast» (з участю Waka Flocka Flame та PeeWee Longway) | Purps                          | 5:11       |
| 13. | «Greasy»                                                   | Zaytoven                       | 2:59       |
| 14. | «Can't Interfere wit My Money» (з участю OG Boo Dirty)     | Drumma Boy                     | 4:05       |
| 15. | «Scholar»                                                  | Lex Luger                      | 3:30       |
| 16. | «Really Ready» (з участю Young Dolph та Rulet 1017)        | Lex Luger                      | 4:20       |
| 17. | «You Gon Love Me» (з участю Verse Simmonds)                | Zaytoven                       | 2:45       |
| 18. | «God's Witness»                                            | Zaytoven                       | 3:54       |
| 19. | «Runnin' Circles» (з участю Lil Wayne)                     | Zaytoven                       | 4:00       |
| 20. | «Break Dancin'» (з участю Young Thug)                      | Lex Luger                      | 2:58       |
| 21. | «Get the Doe» (з участю Rocko)                             | Jordan                         | 3:25       |
| 22. | «Fly Shit» (з участю Lloyd)                                | FKi                            | 3:46       |
| 23. | «Supposed 2»                                               | Zaytoven, Honorable C.N.O.T.E. | 3:28       |